# Państwowy zasób archiwalny
Państwowy zasób archiwalny (ang. state archival fonds, niem. Staatlicher Archivfonds, ros gosudarstwiennyj archiwnyj fond, włos. patrimonio archivistico statale) – termin przeniesiony z archiwistyki radzieckiej i wprowadzony do stosowania w Polsce w 1951 r. dekretem o archiwach państwowych oraz rozporządzeniem z 1957 w tej sprawie. Wspomniany dekret tworzył Naczelną Dyrekcję Archiwów Państwowych. Pojęcie państwowego zasobu archiwalnego było stosowane powszechnie w krajach Europy Środkowej i Wschodniej na określenie całości archiwaliów i narastającej dokumentacji pozostającej we władaniu państwa. W takim znaczeniu przetrwał do ogłoszenia w 1983 roku ustawy o narodowym zasobie archiwalnym i archiwach. Tekst ustawy z 1983 r. nadał mu inne, węższe znaczenie. 
Państwowy zasób archiwalny tworzą materiały archiwalne:
1. stanowiące zasób archiwów państwowych,
2. przechowywane w archiwach państwowych wyodrębnionych,
3. powstające aktualnie w państwowych jednostkach organizacyjnych i przechowywane w ich archiwach zakładowych,
4. wytworzone i przechowywane w archiwach samorządu terytorialnego wszystkich szczebli oraz ważniejszych samorządowych jednostek organizacyjnych,
5. przejmowane przez archiwa państwowe od ważniejszych niepaństwowych jednostek organizacyjnych z chwilą ustania ich działalności,
6. uzyskiwane w wyniku zakupu, darowizn lub w inny sposób,
7. polonika archiwalne będące w posiadaniu obcych organów lub organizacji poza granicami kraju.

Materiały wchodzące do państwowego zasobu archiwalnego nie mogą być zbywane. Nie wolno ich również przekazywać innym jednostkom organizacyjnym niż tym, które tworzą państwową sieć organizacyjną.